# 안데스쥐
안데스쥐(Lenoxus apicalis)는 비단털쥐과 목화쥐아과에 속하는 설치류의 일종이다. 안데스쥐속 (Lenoxus)의 유일종이다. 남아메리카밭쥐족에 속하며, 페루 동부와 볼리비아 서부의 안데스산맥 동부 경사면에서 발견된다.